# Edu Bala
Carlos Eduardo da Silva, mais conhecido como Edu ou Edu Bala (São Paulo, 25 de outubro de 1948), é um ex-futebolista brasileiro que teve passagem de maior destaque pelo Palmeiras, durante a segunda "Academia". Atualmente, é professor de escolinha de futebol na zona oeste da capital paulista.

## Carreira
Ponta-direita, era bastante rápido e decisivo, além de ser um atleta regular em todas as equipes por onde passou. Depois de jogar na Portuguesa, foi contratado pelo Palmeiras em 1969. Ao lado de grandes craques, como Dudu, Ademir da Guia e Leivinha formou a Segunda Academia Palmeirense. Teve passagens de destaque também no São Paulo e no Sport.
A ida para o São Paulo deu-se após dez anos no Parque Antarctica: o clube tentou vender seu passe para o Guarani, mas o jogador não aceitou. "Fui até Campinas e falei com os dirigentes do Guarani, informando-lhes que eu não aceitava a transferência porque não pretendia sair de São Paulo", explicou, na época.  O goleiro palmeirense Leão avisou o técnico são-paulino Rubens Minelli de que Edu não teria seu contrato renovado, e as negociações começaram aí. O contrato com o Tricolor foi assinado poucos dias após o clube conquistar seu primeiro título brasileiro. Edu garantia que saía sem mágoas do Palmeiras, mas pretendia dar o máximo por seu novo clube: "Estou com 29 anos e completarei 30 em 25 de outubro. No entanto, posso jogar mais quatro ou cinco anos, porque sempre soube me cuidar, e a 'caixa' está zero quilômetro."
Encerrou sua carreira no Sãocarlense aos quarenta anos de idade, com vários títulos ao longo da sua carreira.

## Títulos
Palmeiras
- Campeonato Brasileiro: 1969,1972, 1973
- Troféu Ramón de Carranza: 1974, 1975
- Campeonato Paulista: 1972, 1974, 1976

São Paulo
- Campeonato Paulista: 1980[4]

Sport
- Campeonato Pernambucano: 1980

Desportiva
- Campeonato Capixaba: 1986